# Aroma (bướm nhảy)
Aroma là một chi bướm ngày thuộc họ Bướm nâu.

## Các loài
- Aroma aroma
- Aroma balba
- Aroma henricus
- Aroma mardonius